# 小花地大橋
小花地大橋（こばなちおおはし）は、新潟県東蒲原郡阿賀町谷沢 - 黒岩の阿賀野川に架かる国道49号揚川改良（重用・国道459号）の橋長343.2 m（メートル）のラーメン橋。

## 概要
揚川改良の阿賀野川に架かる橋梁である。450 m下流に揚川ダムが存在しそのダム湖に架かる。建設時の仮称は揚川橋であった。
揚川橋の設計にあたり、河川内橋脚は河積阻害率を5.0 %以内とすること、橋脚設置可能位置が限定されており3径間の場合、中央径間長に対する側径間長の比が大きくなること、阿賀町は特別豪雪地帯であり、冬季の降積雪や雪害、凍結防止剤に対する配慮が必要となること、阿賀野川水面は阿賀野川ライン県立自然公園に指定されており景観性への配慮が必要となることなどの条件があった。
そのため、構造形式については橋梁が維持管理を低減可能で実績の多いコンクリート橋とし、PC橋のうち、単径間吊橋、2径間斜張橋、3径間連続ラーメン箱桁橋の3案から比較した。豊富な施工実績、基本条件書に定められる橋脚設置可能位置を満足できること、施工コストが最も安価となることを理由にPC3径間連続ラーメン箱桁橋が採用された。主要部材にコンクリートのみを用い、橋梁全体を剛結することにより支承および伸縮装置のが桁端のみとなり、維持管理の軽減が可能になる。さらに、吊橋やエクストラドーズド橋と異なり、上空に主塔や斜材が存在しないため維持管理が軽微で、落雪・落氷が発生しないため冬期でも円滑な交通を確保しやすいという利点がある。
本橋では斜めウェブを採用し、上部工の軽量化、下部工断面の縮小化を狙った。また斜めウェブによる陰影効果により景観性の向上も図られることになった。
- 形式 - PC3径間連続ラーメン箱桁橋
- 橋長 - 343.200 m
  - 支間割 - 111.000 m + 127.000 m + 103.000 m
- 幅員
  - 総幅員 - 13.000 m
  - 有効幅員 - 13.000 m
  - 車道 - 7.00 m
  - 歩道 - 片側2.50 m
- 線形 - 直線
- 勾配 - 0.75 %（縦断）・2.0 %（横断）
- 桁高 - 4.000 m - 9.4000 m
- 下部工 - 逆T式橋台・小判型RC中空橋脚
- 基礎 - 場所打ち杭基礎（A1橋台）・深礎杭基礎（A2橋台）・鋼殻吊卸ろし式ニューマチックケーソン（橋脚）
- 施工 - 鹿島建設・大本組JV
- 架設工法 - 張出し架設工法

## 歴史
国道49号旧道（麒麟橋 - 揚川トンネル）は揚川ダム建設に伴う付替道路として新潟県により建設された。しかしながらこの区間は麒麟橋や本尊岩トンネル・揚川トンネルが幅員狭小で大型車のすれ違いが困難であり、線形不良も抱えていた。また、大牧から黒岩にかけての約3.5 kmの区間は土砂災害が再三発生しており、連続雨量150 mmを超過した際には通行止となる事前通行規制区間に指定されていた。これらの課題を解消するため揚川改良が1978年度（昭和53年度）に事業化され、抜本的対策として別線バイパスによる改良が2000年度（平成12年度）に着工された。
本橋は上下部一体の設計・建設の橋梁工事として鹿島建設と大本組による異工種建設工事共同企業体によって設計・施工されることとなり、2009年（平成21年）3月5日から2013年（平成25年）3月29日までの工期で行われた。本橋は主径間長に対する側径間長比が大きく、側径間架設にあたっては一部において片側のみの張出しとなるアンバランス施工が行われた。
本橋は薄い斜めウェブを採用したため、ウェブのコンクリート打設に課題があった。そのため、部分的に流動性を高めた中流動コンクリートを採用した。
2011年（平成23年）に正式名称が小花地大橋に決定した。
下部工はP1橋脚が2010年（平成22年）11月、P2橋脚が2011年（平成23年）1月に完成し、橋脚柱頭部はP1橋脚が2011年（平成23年）3月、P2橋脚が2011年（平成23年）5月に完成し、それぞれ翌月から通年施行が可能となる張出し架設工法により主桁を架設した。